# Милован Тополовић
Милован Тополовић (Вакуф код Градишке, ФНРЈ, 12. октобар 1956) српски је професор географије и политичар. Садашњи је функционер Савеза независних социјалдемократа (СНСД). Бивши је начелник општине Лакташи.

## Биографија
Милован Тополовић је рођен 12. октобра 1956. године у Вакуфу код Босанске Градишке, ФНРЈ. По занимању је професор географије. Радио је 16 година као просвјетни радник и двије године као директор обданишта „Принцеза Катарина Карађорђевић“ у Лакташима. Члан СНСД-а био је од његовог оснивања 1996, а предсједник Општинског одбора СНСД-а у Лакташима постао је 1999. године. Од 2000. до 2004. био је предсједник Скупштине општине. Од новембра 2004. до јула 2014. обављао је функцију начелника општине Лакташи.
Ожењен је и има двоје дјеце.